# خودمختارگرایی
خودمختارگرایی یا اتونومیسم (Autonomism)، که به نام مارکسیسمِ خودمختار (Autonomous Marxism) هم شناخته می‌شود، به‌طورکلی یک گرایش سیاسی-اجتماعی و فلسفی است که بر خودمختاری افراد و گروه‌ها در تصمیم‌گیری و ادارهٔ امور تأکید دارد. این دیدگاه می‌کوشد در برابر تمرکز قدرت و ساختارهای سلسله‌مراتبی، شکل‌های افقی و مشارکتی، سازمان‌دهی اجتماعی را رواج دهد. در این معنا، خودمختارگرایی را می‌توان نوعی استبداد ستیزی و تلاش برای گسترش دموکراسی مستقیم دانست.
به‌طور خاص، اصطلاح مارکسیسم خودمختار (یا مارکسیسم خودگردان) در ایتالیا دههٔ ۱۹۶۰ در میان جنبش‌های کارگری (operaismo) پدید آمد و بعدها با گرایش‌های پسا-مارکسیستی و آنارشیستی پیوند خورد. نظریه‌پردازهایی همچون ماریو ترونتی، آنتونیو نگری، پائولو ویرنو و فرانکو براردی در شکل‌گیری این جریان نقش مهمی داشتند. این دیدگاه بر توانایی طبقه کارگر برای اعمال تغییر مستقل از دولت و احزاب سیاسی تأکید دارد و نوعی رویکرد «از پایین به بالا» را ترویج می‌کند.
امروزه خودمختارگرایی نه تنها در جنبش‌های کارگری و دانشجویی، بلکه در جریان‌های فمینیستی، جنبش‌های زیست‌محیطی، هکتیویسم و شبکه‌های اجتماعی افقی نیز تأثیرگذار بوده‌است.

## وجه تسمیه
واژهٔ اتونومیا (autonomia) از دو بخش یونانی (αὐτο، auto = خود؛ νόμος nomos = قانون) تشکیل شده‌است، و معنای «کسی که قانون خود را می‌سازد» می‌دهد. این مفهوم با استقلال تفاوت دارد: استقلال جدایی کامل از اجتماع است، در حالی که خودمختاری به معنای زیستن در جامعه بر اساس معیارهای خود فرد یا گروه است. ارسطو و بعدها ایمانوئل کانت این ایده را در چارچوب فلسفه اخلاق و سیاست توضیح داده‌اند.

## نظریه
خودمختارگراییِ مارکسیستی بر این باور است که مقاومت و سازمان‌دهی طبقه کارگر، می‌تواند مستقل از ساختارهای رسمی سیاسی یا اتحادیه‌ای شکل گیرد. مانند دیگر مارکسیست‌ها، خودمختارگرایان به مبارزه طبقاتی، اهمیت اساسی می‌دهند. با این حال، تعریف خودمختارگراها از طبقه کارگر، نسبت به سایر مارکسیست‌ها، تعریف گسترده‌تری می‌باشد و شامل کارگرهای مزدبگیر (یقه سفید و یقه آبی)، افراد بدون مزد (دانش آموزها، بیکارها، خانه‌دارها و غیره) نیز می‌شود. این جریان بر گسترش تعریف «کار» به کل جامعه تأکید داشت، و نظریه‌پردازانی چون ماریاروسا دالا کوستا و سیلویا فدریچی نیز بر اهمیت فمینیسم و کار بدون مزد زنان در چارچوب سرمایه‌داری تأکید کردند.

## تأثیر
این دیدگاه بر جنبش Autonomen در آلمان و هلند، جنبش‌های مرکز اجتماعات جهانی و همچنین برخی جنبش‌های معاصر در فرانسه و کشورهای انگلیسی‌زبان تأثیر گذاشت. بسیاری از فعالان آن از مارکسیسم سنتی فاصله گرفته و به گرایش‌های نزدیک به آنارشیسم پیوسته‌اند.

## میراث
اتونومیستی مارکسیستی و اتونومن آلمانی جنبش‌هایی برای برخی از انقلابیون در کشورهای انگلیسی‌زبان الهام‌بخش بود. به ویژه توسط آنارشیست‌ها، که بسیاری از آن‌ها تاکتیک اتونومیستی چپ اتخاذ کرده‌اند، به کار رفته. جنبش operaismo ایتالیایی بر دانشگاهیان مارکسیست مانند هری کلیور، جان هالووی، استیو رایت و نیک دایر-ویتفورد نیز تأثیر گذاشت. در دانمارک و سوئد، این کلمه به عنوان یک عبارت جذاب برای آنارشیست‌ها و به‌طور کلی چپ‌های خارج از پارلمان استفاده می‌شود.

### متفکران
- فرانکو «بیفو» براردی
- جورج کافنتزیس
- هری کلیور
- سیلویا فدریسی
- مایکل هاردت
- جان هالووی
- آنتونیو نگری
- ماریو ترونتی
- پائولو ویرنو
- نیک دایر-ویتفورد
- مائوریتزیو لازاراتو
- کریستین فوخس (جامعه‌شناس)

### جنبش‌ها و سازمان‌ها
- پایگاه اباهلالی میوندولو
- بلیتز (نروژ)
- دیسوبدینتی
- جنبش کارگران بی خانمان MTST
- Kämpa tillsammans! Kämpa tillsammans!
- خودمختارگرایان لندن
- Plan C، یک گروه کمونیست ضد استبداد انگلیس با الهام از خودمختارگرایی است.
- فدراسیون جوانان آنارکو-سندیکالیست سوئد
- اونگدامشست، تصرف‌گرایان خودمختارگرای دانمارکی
- ارتش آزادیبخش ملی زاپاتیستا